# バロフロキサシン
バロフロキサシン（英：Balofloxacin （INN））はフルオロキノロン系抗生物質である。韓国ではQ-Roxinという商品名で、インドでは様々な名前で販売されている。米国での使用はFDAによって承認されていない。

## 薬物動態
バロフロキサシンはフルオロキノロン系抗生物質で、in vitroでグラム陽性菌やグラム陰性菌に対して広域スペクトルを示し、MRSAや肺炎レンサ球菌を含むグラム陽性菌に対する活性が強化されている。DNAジャイレースの活性を阻害することで、細菌細胞の増殖や自己修復を阻害し、細胞死をもたらす。

## 副作用
嘔吐、頭痛、めまい、胃痛、吐き気、下痢、肝機能低下が最も一般的な副作用である。まれに、バロフロキサシンは腱炎、筋肉損傷を引き起こしたり、悪化させたりすることがある[3]。